# Bellestar
Bellestar (IPA: [baʎesta]) es una localidad del municipio de Montferrer Castellbó, comarca del Alto Urgell.
Se sitúa a 793 m de altitud, a la derecha del arroyo de la Mare de Déu de la Trobada que le da el nombre la iglesia de la Mare de Déu de la Trobada que se encuentra a medio camino del pueblo de Bellestar y Montferrer de Segre donde actualmente se puede encontrar el ayuntamiento municipal de Montferrer Castellbó. Limita al este con Seo de Urgel. La iglesia parroquial, reformada, está dedicada a San Pedro y tiene una torre de campanario. 
El pueblo formaba parte del vizcondado de Castellbó, dentro del quarter de Castellciutat. Aguas arriba se encuentra el despoblado de Campmajor y la Ermita de San Marcos (Sant Marc) donde es tradicional hacer una misa el domingo después del 25 de abril.
En octubre se celebra la fiesta mayor del pueblo, el 25 de abril la fiesta de San Marcos y el lunes de Pascua la Trobada (en castellano Encuentro) que consiste en una fiesta que se hace entorno de los campos de Bellestar y luego hay baile de fiesta mayor delante de la iglesia de la Virgen del Encuentro.

municipio de Montferrer Castellbó
comarca del Alto Urgel

- Datos: Q3493662
- Multimedia: Bellestar (Montferrer i Castellbò) / Q3493662